# Курканешти (Бузау)
Курканешти (рум. Curcănești) насеље је у Румунији у округу Бузау у општини Парсков. Oпштина се налази на надморској висини од 217 m.

## Становништво
Према подацима из 2002. године у насељу је живело 172 становника, од којих су сви румунске националности.